# Пауланер
Пауланер (на немски: Paulander) е марка немска бира, която се произвежда от баварската пивоварна „Paulaner Brauerei GmbH & Co KG“ в гр.Мюнхен, Германия.

## История
Пивоварната е основана през 1634 г. от монаси от Ордена на минимите. Немското название на ордена е Paulaner (Пауланер) и произлиза от името на неговия основател – Франциск от Паола. Неговото изображение е разположено на логото (емблемата) на пивоварната. През 1634 г. монасите от манастира Neudeck ob der Au за първи път сваряват силна тъмна бок бира. Първоначално монасите варят бира само за собствени нужди, но в празничните дни започват да продават бира и на своите съграждани. След закриването на манастира през 1799 г. пивоварната за кратко се стопанисва от държавата, а през 1806 г. пивоварът Франц Ксавер Захерл купува бившата манастирска пивоварна и продължава варенето на силната тъмна манастирска бира под името Paulaner Salvator.
През 1928 г. пивоварната се обединява с „Gebrüder Thomas Bierbrauerei“ и започва да се нарича „Paulaner Salvator Thomas Bräu“. През 1994 г. собствеността отново се трансформира и пивоварната е преименувана на „Paulaner Brauerei AG“, но през 1999 г. отново се преобразува под името „Paulaner GmbH und Co. KG“.
Компанията „Paulaner“ традиционно участва със собствена шатра на мюнхенския празник Октоберфест. Тя е основен спонсор на футболния клуб ФК Байерн (Мюнхен).
„Paulaner GmbH und Co. KG“ е част от „Paulaner Brauereigruppe“, която включва също „Hacker-Pschorr“, „Auerbräu Rosenheim“, „Thurn und Taxis Regensburg“ и „Weißbierbrauerei Hopf Miesbach“. От своя страна „Paulaner Brauereigruppe“ е собственост 50% на „Schörghuber Group“ и „Brau Холдинг International“ (BHI). В „BHI“ „Schörghuber Group“ от своя страна притежава 50,1 %, а останалата част 49,9% от BHI, са притежание на холандската „Heineken International BV“ 

## Търговски асортимент
Пивоварната произвежда 16 вида бира в различни стилове, сред които някои регионални мюнхенски специални бири.
- Paulaner Hefe-Weißbier Naturtrüb – светла нефилтрирана вайс бира с алкохолно съдържание 5,5 об.%.
- Paulaner Hefe-Weißbier Alkoholfrei – светла освежаваща и нискокалорична нефилтрирана безалкохолна вайс бира с аромат на млада пшеница, с алкохолно съдържание до 0,5 об.%.
- Paulaner Weißbier-Zitrone Alkoholfrei – светла нефилтрирана безалкохолна вайс бира с алкохолно съдържание до 0,5 об.%.
- Paulaner Hefe-Weißbier Dunkel – тъмна нефилтрирана вайс бира с кестеновокафяв цвят и аромат на печен малц, с алкохолно съдържание 5,3 об.%.
- Paulaner Weißbier Kristallklar – светла филтрирана вайс бира с алкохолно съдържание 5,2 об.%.
- Paulaner Hefe-Weißbier Leicht – светла и лека нефилтрирана вайс бира с алкохолно съдържание 3,2 об.%.
- Paulaner Original Münchner Hell – светла лагер мюних хелес бира със златист цвят, с лек вкус и аромат на хмел, с алкохолно съдържание 4,9 об.%.
- Paulaner Original Münchner Hell Alkoholfrei – светла лагер мюних хелес бира с алкохолно съдържание до 0,5 об.%.
- Paulaner Original Münchner Urtyp – светла бира с алкохолно съдържание 5,5 об.%.
- Paulaner Original Münchner Dunkel – тъмна плътна лагер бира с алкохолно съдържание 5 об.%.
- Paulaner Münchner Hell Leicht – светла лека лагер мюних хелес бира с алкохолно съдържание 3,2 об.%.
- Paulaner Münchner Diät Bier – светла лагер бира с алкохолно съдържание 4,3 об.%.
- Paulaner Premium Pils – светла класическа лагер – пилзнер бира със светлозлатист цвят и с алкохолно съдържание 4,9 об.%.
- Paulaner Oktoberfest Bier® – светла сезонна октоберфест бира с алкохолно съдържание 6 об.%. Приготвя се за празника Октоберфест.
- Paulaner Salvator – силна сезонна тъмна допелбок бира с алкохолно съдържание 7,9 об.%.
- Paulaner Spezi – светла безалкохолна бира.

## Галерия
- Paulaner Original Münchner Hell
- Paulaner Dunkel
- Paulaner Hefe-Weissbier
- Paulaner Salvator